# Badula nitida
Badula nitida (Coode) Coode – gatunek roślin z rodziny pierwiosnkowatych (Primulaceae). Występuje endemicznie na Reunionie. 

## Morfologia
PokrójZimozielone drzewo.
LiścieBlaszka liściowa jest skórzasta i ma eliptyczny lub odwrotnie jajowaty kształt. Mierzy 8–21 cm długości oraz 2–5 cm szerokości, jest całobrzega, ma klinową nasadę i spiczasty lub ostry wierzchołek. Ogonek liściowy jest nagi i ma 3–8 mm długości.